# Lijst van spelers van Atlético Nacional
Deze lijst omvat voetballers die bij de Colombiaanse voetbalclub Atlético Nacional spelen of gespeeld hebben. De spelers zijn alfabetisch gerangschikt.

## A
- Carlos Abella
- Carlos Acevedo
- Danny Aguilar
- David Aguirre
- Humberto Álvarez
- Leonel Álvarez
- Pedro Álvarez
- Diego Alzate
- José Amaya
- Juan Pablo Ángel
- Edgar Angulo
- Jeferson Angulo
- Daniel Arango
- Diego Arango
- Jaime Arango
- Juan Arboleda
- Níver Arboleda
- Jairo Arias
- Víctor Aristizábal
- Javier Arizala
- Franco Armani
- Yovanny Arrechea
- Francisco Arrué
- Faustino Asprilla

## B
- Baiano
- Carlos Barahona
- Stephen Barrientos
- Gerardo Bedoya
- Gustavo Benítez
- Orlando Berrío
- Eduardo Blandón
- Miguel Bordón
- José Luis Brown
- Cristian Bonilla

## C
- Miguel Ángel Calero
- Oscar Calics
- Elkin Calle
- Ignacio Calle
- Benjamín Cardona
- Edwin Cardona
- Armando Carrillo
- Andres Casanas
- Ivan Castaneda
- Breiner Castillo
- Rafael Castillo
- Carlos Castro
- Dick Ceferino
- Luis Chará
- John Charría
- Alex Comas
- David Córdoba
- Iván Córdoba
- Jaime Córdoba
- Manuel Córdoba
- Óscar Córdoba
- Cristián Correa
- Hilario Cuenú
- Carlos Cuesta
- José de la Cuesta
- Cesar Cueto
- Jhonatan Cueto

## D
- Edgar Delgado
- Yeison Devoz
- Carlos Díaz
- Juan Duque

## E
- Héctor Echeverry
- Óscar Echeverry
- Edinson Eduardo
- Andrés Escobar
- Andrés Ramiro Escobar
- Walter Escobar
- Andres Estrada
- Javier Estupiñan

## F
- Luis Fajardo
- Alejandro Faurlín
- Jorge Fernández
- Leonardo Fernández
- Edison Fonseca

## G
- Manuel Galarcio
- Juan Jairo Galeano
- Sergio Galván
- Alexis García
- Geovanni García
- John García
- José García
- Juan García
- Hernán Gaviria
- Camilo Giraldo
- Victor Giraldo
- Gabriel Gómez
- Gildardo Gómez
- Hernán Darío Gómez
- Juan González
- Weimar González
- Freddy Grisales
- Nelson Gutiérrez

## H
- Rubén Darío Hernández
- Hernan Herrera
- Luis Fernando Herrera
- René Higuita
- Héctor Hurtado
- Iván Hurtado

## I
- Segundo Ibarbo
- Jair Iglesias

## L
- Guillermo La Rosa
- Hugo Londero
- Oscar Londoño
- Miguel López
- Luiz Borracha
- Víctor Luna

## M
- Oswaldo Mackenzie
- Ezequiel Maggiolo
- Marcelo Ramos
- Vladimir Marín
- Juan Mariño
- Christian Marrugo
- Fernando Martel
- Járol Martínez
- Víctor Marulanda
- Francisco Maturana
- Stefan Medina
- Humberto Mendoza
- Leonardo Mina
- Nolberto Molina
- Gerardo Moncada
- Marcos Mondaini
- Davinson Monsalve
- Hugo Morales
- Neider Morantes
- Giovanni Moreno
- Wálter Moreno
- Jaime Morón
- Andrés Mosquera
- Aquivaldo Mosquera
- Francisco Mosquera
- Josimar Mosquera
- Juan Mosquera
- Julian Mosquera
- Stalin Motta
- Carlos Múnera
- León Muñoz
- Robinson Muñoz
- Elkin Murillo

## O
- Weimar Olivares
- Jorge Olmedo
- Andrés Orozco
- Diego Osorio
- David Ospina

## P
- Dorlan Pabón
- Arley Palacios
- Ever Palacios
- Jairo Palomino
- Oscar Passo
- Jairo Patiño
- Juan Patiño
- José María Pazo
- Norberto Peluffo
- Edixon Perea
- Luis Alberto Perea
- Luis Carlos Perea
- Camilo Pérez
- Carlos Pérez
- Sebastián Pérez
- Gastón Pezzuti
- Camilo Piedrahita
- Marlon Piedrahita
- Juan Pulgarín

## R
- Jair Rambal
- Aldo Ramírez
- Juan Ramírez
- Carlos Rentería
- Wason Rentería
- Gustavo Restrepo
- Oscar Restrepo
- Eduardo Retat
- José Manuel Rey
- Carlos Ricaurte
- Avimiled Rivas
- John Rivas
- Angelo Rodríguez
- Jorge Alberto Rojas
- Jorge Romaña

## S
- Deyler Sacramento
- Nestor Salazar
- Jorge Salcedo
- Andrés Saldarriaga
- Efrain Sanchez
- Daniel Santa
- Gustavo Santa
- José Santa
- Estivenson Santana
- Sergio Santín
- Pedro Sarmiento
- Mauricio Serna
- Hugo Soto
- Luis Fernando Suárez

## T
- Diego Toro
- Macnelly Torres
- Román Torres
- John Jairo Tréllez

## U
- Juan Urriolabeitia

## V
- Alex Valderrama
- Carmelo Valencia
- Jhon Valencia
- Samuel Vanegas
- Christián Vargas
- Rubén Velásquez
- Edigson Velazquez
- Juan Vélez
- Luciano Vera
- Eduardo Vilarete
- León Villa
- Carlos Villagra
- Edinson Villalba

## Z
- Edgar Zapata
- William Zapata
- Juan Zúñiga